# Skuggekammen
Der Skuggekammen (norwegisch für „Schattenrücken“) ist ein zerklüfteter Bergrücken im ostantarktischen Königin-Maud-Land. Er ragt vom Mentzelberg ausgehend im östlichen Teil des Otto-von-Gruber-Gebirges im Wohlthatmassiv in südwestlicher Richtung auf.
Entdeckt und anhand von Luftaufnahmen kartiert wurde er von Teilnehmern der Deutschen Antarktischen Expedition 1938/39 unter der Leitung des Polarforschers Alfred Ritscher. Eine neuerliche Kartierung anhand weiterer Luftaufnahmen und Vermessungen sowie die Benennung erfolgte bei der Dritten Norwegischen Antarktisexpedition (1956–1960).